# Paul Walker (futbolista)
Paul Walker (18 de abril de 1992, Inglaterra), futbolista galés. Juega de portero y su actual equipo es el Northampton Town de Inglaterra.

## Clubes
| Club             | País       | Año   |
| ---------------- | ---------- | ----- |
| Northampton Town | Inglaterra | 2009- |